# Chrysothemis (gênero)
Chrysothemis é um género botânico pertencente à família Gesneriaceae.

## Sinonímia
Tussacia

## Espécies
| - Chrysothemis aurantiaca - Chrysothemis dichroa - Chrysothemis friedrichsthaliana - Chrysothemis kuhlmannii - Chrysothemis melissaefolia - Chrysothemis mellitifolia | - Chrysothemis ovata - Chrysothemis pulchella - Chrysothemis rupestris - Chrysothemis semiclausa - Chrysothemis venosa - Chrysothemis villosa |